# العرابي
العرابي أو الشفالي هو غنم يوجد في المناطق الجنوبية والوسطى من العراق، وهو أصغر حجماً من من العواسي و الكرادي، ويغلب تعدد الألوان في هذا العِرق الذي يُعدّ صوفُه أجود صوف عراقي بنعومة ملمسه، ولكنه أقصر، وتلد نعاج العرابي مرتين في العام، وخاصةً إذا رُعيت رعياً جيداً. وأصواف عَشيرتَي العيسى والبزون المشهورة بنعومتها هي في الحقيقة أصواف لأغنام عرابية ممتازة تخصصت في تربيتها هاتان العشيرتان.